# Perlé
Perlé (lb. Pärel, niem. Perl) – wieś (Uertschaft) w zachodnim Luksemburgu, w kantonie Redange, w gminie Rambrouch. Do 3 października 2015 miejscowość leżała w dystrykcie Diekirch, a do 26 lipca 1978 samodzielna gmina. Liczy 918 mieszkańców (31 grudnia 2022). 